# انتونیو تاپیا
انتونیو تاپیا (انگلیسی: Antonio Tapia؛ زادهٔ ۱۳ نوامبر ۱۹۵۹) بازیکن فوتبال اهل اسپانیا است.
از باشگاه‌هایی که در آن بازی کرده‌است می‌توان به باشگاه فوتبال رئال بتیس و باشگاه فوتبال مالاگا اشاره کرد.